# Stylobasium australe
Stylobasium australe är en tvåhjärtbladig växtart som först beskrevs av William Jackson Hooker, och fick sitt nu gällande namn av Ghillean `Iain' Tolmie Prance. Stylobasium australe ingår i släktet Stylobasium och familjen Surianaceae. Inga underarter finns listade i Catalogue of Life.